# 整合素
整合素（英語：Integrin）又稱整联蛋白、接合蛋白，是一种介导细胞和其外环境（如细胞外基质，Extra Cellular Matrix）之间的连接的跨膜受体，普遍存在于脊椎动物的細胞表面。整合素拥有联系细胞外部和内部结构的作用，同时在细胞与环境的信号转导中，整合素也将ECM的化学成分与受力状态等有关信息传入细胞。 因此，整合素除了穿過膜的機械作用，也參與了細胞訊息、細胞週期之調節、細胞型態以及細胞的運動。
通常，受体的作用是将外环境的变化通知细胞并引起细胞反应。但整合素不仅介导由外到内的信号，也介导由内到外的细胞信号。因此整合素不但将ECM的信息传递给细胞，也将细胞的状态表达给外界，从而可以迅速和灵活地响应环境中的变化，比如血液的凝固作用。
整合素有许多的类型，一些细胞在其表面表达多种整合素。整合素对动物细胞十分重要，在从海绵到哺乳动物的所有动物中都有发现，人类基因中的整合素已得到详致研究。
整合素通过与其它蛋白相互作用来介导细胞–细胞和细胞–ECM的相互作用与通信。参与这些过程的蛋白主要有细胞粘附分子（比如钙粘素、IgSF、选择素）、细胞外配体（比如纤连蛋白、胶原蛋白、玻连蛋白）、层粘连蛋白几个大类。

## 结构
整合素是由α和β两亚基组成的专性异二聚体，α和β 亚基都是跨膜蛋白并有一个小型的胞内结构域。在哺乳动物中，总共发现了18个α亚基和8个β亚基，而果蝇基因组中只有5个α和2个β亚基，隐杆线虫只有2个α和1个β亚基，领鞭毛虫中只有α亚基而无β亚基。整合素在细胞内基质区域大概有40-70个氨基酸片段，β4亞基不同于所有其他亞基;它的細胞質結构域要大得多，有1000個氨基酸，并與中間纖維连接而不是常见的肌動蛋白。而在细胞的外球形结构域，存在α链和β链一起露出脂双分子层外约20nm的头部，其中N端的末端5nm可以用于同细胞外基质蛋白结合，外部结合的过程可以类比为螃蟹钳将目标蛋白夹住（虽然是通过化学作用而非力学作用）； 细胞内的尾部则与肌动蛋白相连。整联蛋白的两个亚基，α和β链都是糖基化的。整合素的分子质量大约在100kDa左右，其中β链含有四个富含半胱氨酸的重复序列。
| 基因   | 蛋白   | 别名       |
| ------ | ------ | ---------- |
| ITGA1  | CD49a  | VLA1       |
| ITGA2  | CD49b  | VLA2       |
| ITGA3  | CD49c  | VLA3       |
| ITGA4  | CD49d  | VLA4       |
| ITGA5  | CD49e  | VLA5       |
| ITGA6  | CD49f  | VLA6       |
| ITGA7  | ITGA7  | FLJ25220   |
| ITGA8  | ITGA8  |            |
| ITGA9  | ITGA9  | RLC        |
| ITGA10 | ITGA10 |            |
| ITGA11 | ITGA11 | HsT18964   |
| ITGAD  | CD11D  | FLJ39841   |
| ITGAE  | CD103  | HUMINAE    |
| ITGAL  | CD11a  | LFA1A      |
| ITGAM  | CD11b  | MAC-1      |
| ITGAV  | CD51   | VNRA, MSK8 |
| ITGA2B | CD41   | GPIIb      |
| ITGAX  | CD11c  |            |

| 基因  | 蛋白  | 别名               |
| ----- | ----- | ------------------ |
| ITGB1 | CD29  | FNRB、MSK12、MDF2  |
| ITGB2 | CD18  | LFA-1、MAC-1、MFI7 |
| ITGB3 | CD61  | GP3A、GPIIIa       |
| ITGB4 | CD104 |                    |
| ITGB5 | ITGB5 | FLJ26658           |
| ITGB6 | ITGB6 |                    |
| ITGB7 | ITGB7 |                    |
| ITGB8 | ITGB8 |                    |

另外，一些亚基的不同形式是由不同的RNA选择性剪接而来，比如β1亚基存在四种选择性剪接而成的形式。通过许多种不同的α和β亚基组合，能产生24种整合素（这一数字会依不同的研究而变化）。

## 分類
整联蛋白可以通过多种方法进行分类，比如有一部分的α链含有特殊的A-domain（得名于血友病因子中相似的结构域，在α链中也被称为α-inserted-domain）。拥有这个特殊结构域的蛋白（比如α1β1，α2β1）或者连接细胞和胶原蛋白，或者充当细胞间的粘结分子。且α-I-domain都充当着结合位点的作用，而在α链上不含有α-I-domain的蛋白也在其β链上含有结构相似的A-domain，同时也充当连接位点。A-domain拥有3个二价正离子（在细胞外基质中通常为Ca2+，Mg2+）的结合位点，其中一个在生理条件下被永久占据，另外两个位点在整联蛋白结合外部分子后才被占据。

## 功能作用

### 连接细胞和细胞外基质
整合素具有两个主要功能：一是细胞与细胞外基质（ECM）的连接，二是从细胞外基质到细胞的信号传导。它们还参与许多其他生物活动，包括细胞外渗、细胞间粘附、细胞迁移，以及作为某些病毒（如腺病毒、埃可病毒、汉坦病毒、口蹄疫、脊髓灰质炎病毒等）的受体。近期，科学家们也开始关注整合素在自身免疫疾病发展中的重要性。这些机械感受器似乎通过控制不同的细胞内路径来调节自身免疫，通过调节免疫细胞对内皮细胞层的粘附以及其跨膜迁移。这一过程可能依赖或不依赖于不同整合素外部部分所面临的剪切力。
整合素在血小板（血栓细胞）表面的GpIIb/IIIa分子的功能尤为突出，这种分子负责在发展中的血凝块内附着到纤维蛋白。这种分子通过血小板与伤口部位暴露的胶原蛋白的结合，显著增加了其对纤维蛋白/纤维蛋白原的结合亲和力。血小板与胶原蛋白结合后，GPIIb/IIIa改变形状，使其能够结合纤维蛋白和其他血液成分，形成凝块基质并停止血液流失。

### 细胞与细胞外基质的连接
整合素将细胞外的细胞外基质（ECM）与细胞内的细胞骨架（特别是微丝）连接起来。整合素能够结合的ECM中的配体由其由哪些α和β亚单位组成而定义。整合素的配体包括纤维连接蛋白、玻璃体连接蛋白、胶原蛋白和层粘连蛋白。细胞与ECM之间的连接有助于细胞承受拉力而不被从ECM中撕裂。细胞形成这种键合的能力在个体发生中也至关重要。
细胞附着到ECM是构建多细胞生物的基本要求。整合素不仅仅是钩子，而是给细胞提供关于其周围环境性质的关键信号。与VEGF、EGF等可溶性生长因子受体产生的信号一起，它们决定细胞采取的生物学行为，无论是附着、运动、死亡还是分化。因此，整合素处于许多细胞生物学过程的核心。细胞的附着是通过形成细胞粘附复合体来实现的，这些复合体由整合素和许多细胞质蛋白组成，如talin、vinculin、paxillin和alpha-actinin。这些通过调节激酶如FAK（焦点粘附激酶）和Src激酶家族成员对底物如p130CAS的磷酸化来招募信号转导适配体如CRK。这些粘附复合体附着到肌动蛋白细胞骨架。因此，整合素连接了质膜两侧的两个网络：外部的ECM和内部的肌动蛋白纤维系统。整合素α6β4是一个例外：它在上皮细胞中连接到角蛋白中间丝系统。
焦点粘附是由整合素与ECM相互作用后生成的大型分子复合体，然后聚集。这些聚集体可能提供足够的细胞内结合位点，允许在细胞膜细胞质侧形成稳定的信号复合体。因此，焦点粘附包含整合素配体、整合素分子和相关斑块蛋白。结合是由自由能的变化推动的。如前所述，这些复合体将细胞外基质与肌动蛋白束连接起来。冷冻电子断层扫描显示，粘附在细胞膜上包含直径约25 +/- 5 nm、间距大约45 nm的粒子。使用Rho激酶抑制剂Y-27632处理可以减小粒子的大小，它极其机械敏感。
细胞组织培养中整合素的一个重要功能是它们在细胞迁移中的作用。细胞通过其整合素附着到底物上。在运动过程中，细胞在前端形成新的附着点，同时在后端释放附着点。从底物释放后，整合素分子通过内吞作用被带回细胞内，通过内吞循环在细胞内运输到前端，在那里它们被重新添加到表面。通过这种方式，它们被循环利用，使细胞能够在前端形成新的附着点。整合素的内吞和回收到细胞表面的循环对于非迁移细胞和动物发育过程也很重要。

### 信号传导
整合素通过调节跨膜蛋白激酶（如受体酪氨酸激酶RTK）的细胞信号通路在细胞信号传导中发挥重要作用。虽然最初认为整合素与受体酪氨酸激酶之间的相互作用是单向的并起到支持作用，但最近的研究表明整合素在细胞信号传导中具有更多的多面角色。
整合素可以通过招募特定适配体到质膜来调节受体酪氨酸激酶的信号传导。例如，β1c整合素招募Gab1/Shp2并向IGF1R呈现Shp2，从而导致受体的去磷酸化。反过来，当受体酪氨酸激酶被激活时，整合素在焦点粘附处与受体酪氨酸激酶及其相关的信号分子共定位。
特定细胞上表达的整合素种类可以指定信号通路，因为ECM配体对整合素的不同结合亲和力。组织的硬度和基质组成可以启动调节细胞行为的特定信号通路。整合素/肌动蛋白复合体的聚集和激活加强了焦点粘附相互作用，并通过胞粘附体的组装启动细胞信号传导的框架。
根据整合素对特定受体酪氨酸激酶的调节影响，细胞可以经历：
细胞生长
细胞分裂
细胞存活
细胞分化
凋亡（程序性细胞死亡）
对整合素与受体酪氨酸激酶之间关系的了解为癌症治疗的新方法奠定了基础。特别是，针对与RTKs相关的整合素是一种新兴的抑制血管生成的方法。

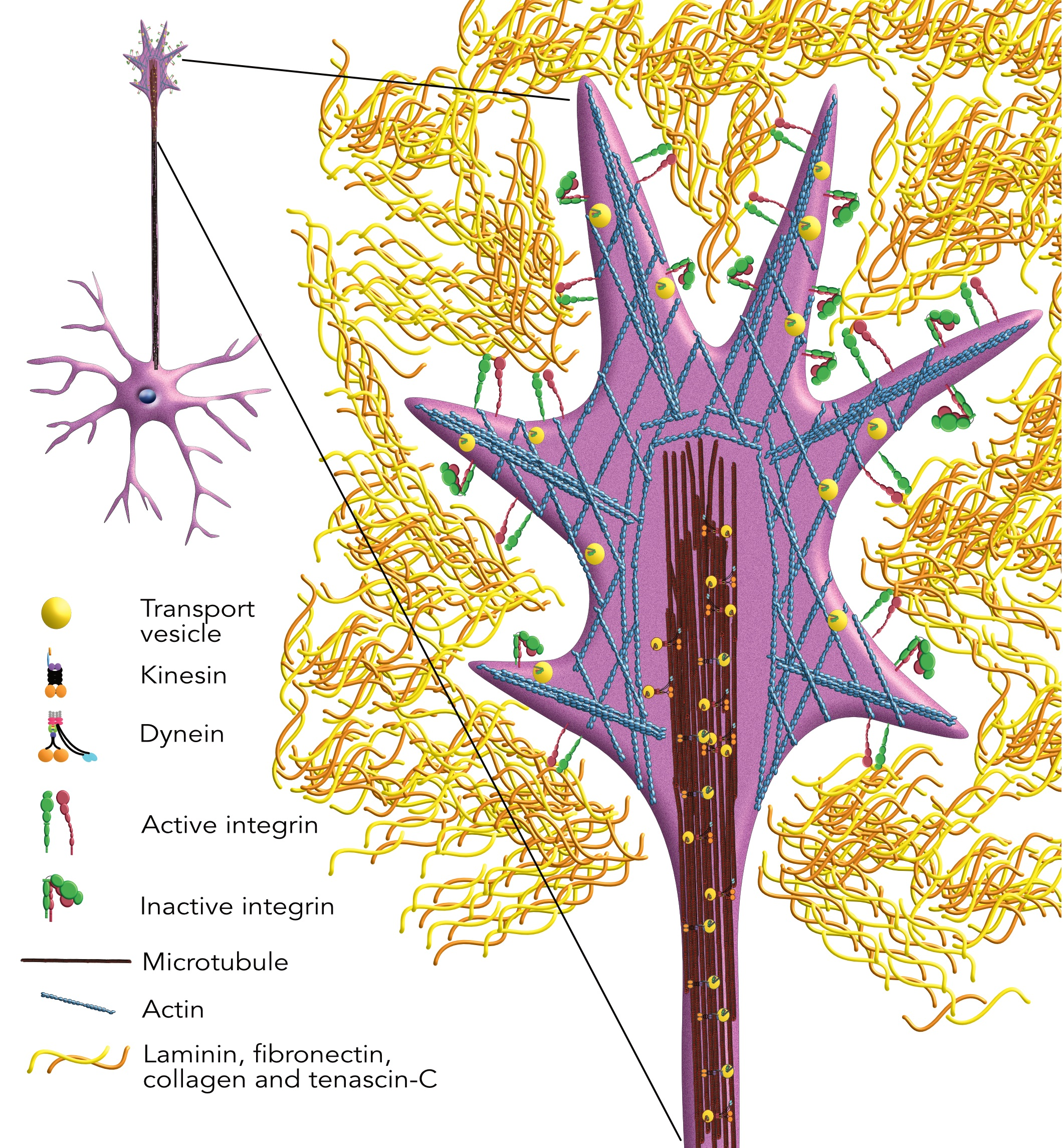
在再生神经元的生长锥中定位的整合素。

## 整合素与神经修复
在周围神经系统（PNS）受伤后，整合素在神经再生中扮演着重要角色。在受损的PNS神经元的生长锥中存在整合素，它们通过附着到ECM中的配体来促进轴突再生。目前尚不清楚整合素是否能在成年中央神经系统（CNS）中促进轴突再生。在CNS中阻碍整合素介导的再生存在两大障碍：1) 在大多数成年CNS神经元的轴突中没有定位整合素；2) 在受伤后的疤痕组织中的分子会使整合素失活。

## 脊椎动物的整合素
下表为脊椎动物中发现的整合素：
| 名称   | 别名                           | 分布                                   | 配体                                            |
| α1β1   | VLA-1                          | 身體多處                               | 膠原蛋白、层粘连蛋白                            |
| α2β1   | VLA-2                          | 身體多處                               | 膠原蛋白、多种层粘连蛋白                        |
| α3β1   | VLA-3                          | 身體多處                               | 层粘连蛋白-5                                    |
| α4β1   | VLA-4                          | 造血干细胞                             | 纤连蛋白、VCAM-1                                |
| α5β1   | VLA-5; fibronectin receptor    | 全身                                   | 纤连蛋白、蛋白酶                                |
| α6β1   | VLA-6; laminin receptor        | 全身                                   | 多种层粘连蛋白                                  |
| α7β1   |                                | 肌肉、膠質瘤                           | 多种层粘连蛋白                                  |
| αLβ2   | LFA-1                          | T细胞                                  | ICAM-1、ICAM-2                                  |
| αMβ2   | Mac-1、CR3                     | 單核球和嗜中性球                       | 血浆蛋白、ICAM-1                                |
| αIIbβ3 | Fibrinogen receptor; gpIIbIIIa | 血小板                                 | 纖維蛋白原、纤连蛋白                            |
| αVβ1   |                                | 葡萄膜黑色素瘤、神经肿瘤               | 玻连蛋白、纖維蛋白原                            |
| αVβ3   | vitronectin receptor           | 活化的內皮細胞、黑色素瘤、膠質母細胞瘤 | 玻连蛋白、纤连蛋白、纖維蛋白原、骨桥蛋白、Cyr61 |
| αVβ5   |                                | 全身都有，特別是在成纖維細胞、上皮細胞 | 玻连蛋白和腺病毒                                |
| αVβ6   |                                | 增殖的上皮细胞，尤其是肺和乳腺         | 纤连蛋白、转化生长因子-β（TGFβ）1和3            |
| αVβ8   |                                | 神經組織、周圍神經                     | 纤连蛋白、TGFβ1和3                              |
| α6β4   |                                | 上皮細胞                               | 层粘连蛋白                                      |